# Villaverde (La Oliva)
Villaverde es una localidad del municipio de La Oliva, al norte de Fuerteventura, una de las siete islas de Canarias (España). Su población era de 1685 habitantes en 2013.
Se trata de un pequeño pueblo agrícola a unos 4 km al noreste de La Oliva, la cabecera municipal, en la carretera FV-101 a Corralejo. 
Respecto a su toponimia, el pueblo es relativamente verde en comparación con otros núcleos de la isla. Esto se explica por la presencia de puzolana que cubre el terreno, ceniza volcánica porosa que procede de los volcanes que lo rodean (La Arena y Escanfraga).

## Historia
Respecto a la Ermita de San Vicente Ferrer, fue construida durante el siglo XVIII, aunque no hay referencias exactas acerca de su construcción. En la visita pastoral realizada por el obispo de la Diócesis de Canarias, Antonio Tavira Almazán, en 1792, no se hace mención alguna a esta ermita.
En el siglo XVIII, el pueblo majorero tenía como costumbre general hacer memoria testamentaria disponiendo minuciosamente la distribución de sus pobres bienes. La mayoría de ellos se invierten en pagar los gastos de entierro y misas, y nunca faltan ni la misa del alma, ni la de cabo de año y eran muy frecuentes las de San Vicente Ferrer.
En el cancionero de Fuerteventura, se hace referencia a algunos cantares humorísticos que tratan de pueblos y sus habitantes. En él, encontramos dos coplas que los vecinos de Lajares y los de Villaverde se cantaban unos contra otros.

Padre mío, San Antonio,

¡dónde te tienen metido…!

¡En el pueblo Lajares

de ratones consumido…!

Padre mío, San Vicente,

¡dónde te tienen metido…!

¡En el pueblo Villaverde

de ratones consumido…!

## Lugares de interés
Algunos lugares de interés son la Ermita de San Vicente Ferrer (que data de finales del siglo XVIII), el museo agrícola de La Rosita y la Cueva del Llano, una especie de túnel de 650m de largo de más de 800.000 años.